# Вартимеј
Вартимеј (грч. Βαρτιμαιος) је личност из Јеванђеља по Марку, слепац кога је Исус Христ излечио на путу из Јерихона у Јерусалим:
”И дођоше у Јерихон. И кад излажаше из Јерихона, он и ученици његови и народ многи, син Тимејев, Вартимеј слијепи сјеђаше крај пута, просећи.
И чувши да је то Исус Назарећанин, стаде викати и говорити: Сине Давидов Исусе, помилуј ме!
И пријећаху му многи да ућути, а он још већма викаше: Сине Давидов, помилуј ме!
И зауставивши се Исус рече: Позовите га! И зовнуше слијепога говорећи му: Не бој се, устани, зове те.
А он, збацивши са себе хаљину своју, устаде и дође Исусу.
И одговарајући рече му Исус: Шта хоћеш да ти учиним? А слијепи му рече: Учитељу, да прогледам.
А Исус му рече: Иди, вјера твоја спасе те. И одмах прогледа, и отиде путем за Исусом.”  (Марко 10: 46-52)
Слична прича, али без навођења имена слепца, садржана је у Јеванђељу по Луки (Лука 18: 35–43), а Јеванђеље по Матеју говори о два слепца која је Исус срео у Јерихону (Матеј 20: 30–34).

## Теолошко тумачење
Име Вартимеј састоји се из два дела - арамејског „вар“ - „син“ и грчког „тимаеус“ - скраћеница од имена Тимотеј. Јеванђелист Марко у својој причи истиче да је Вартимеј „син Тимотејев“. Јеванђелист Матеј сличну говори о излечењу два слепа човека у Јерихону. Лопухин АП верује да Марко, можда, извештава само о једном од њих, најпознатијем у хришћанској цркви.
Вартимејеве речи „Исусе, сине Давидов“ сведоче о његовом уверењу да је Исус обећани Месија. Овим речима Исус се затим дочекује на улазу у Јерусалим. Вилијам Баркли примећује да ове речи, будући да су Месијин назив, носе идеју краља који ће Израел ослободити и оснажити, што у односу на Исуса није сасвим прикладно. Међутим, „Вартимеј је веровао, и то је уверење било стотине пута веће од недостатака његових теолошких концепата.“ Теофилакт Охридски указује на то да се Исус обратио Вартимеју са питањем "шта хоћеш од мене?" тако да „не се би рекло да Он не даје оно што је слепац желео“. Вартимејево обраћање Исусу „Учитељу“ (у оригиналу - „Раббуни“, то јест узвишени облик од рабина), према А. Лопукхину, у хебрејској књижевности имало је посебно значење и скоро увек се примењивало само на Бога.
Сам заплет Исусовог сусрета са Вартимејем добио је симболично тумачење у теологији.